# Inés Blake
Inés Blake Tovar (Madrid, 8 de agosto de 1790 – 6 de marzo de 1866) fue una cortesana española del siglo XIX, conocida por su relación con Isabel II de España.

## Biografía
Nació en Madrid, hija del militar Joaquín Blake y de Dorotea Tovar. Su abuela paterna fue la escritora Inés Joyes, célebre por su defensa de las mujeres en la segunda mitad del siglo XVIII.
Contrajo matrimonio con José María Román, coronel de Ingenieros. Además de contar con una importante participación en la Guerra de la Independencia, José María fue además un erudito, autor de una obra, Nueva gramática griega.Por su parte, la propia Inés escribiría un manuscrito biográfico sobre su padre, que había sido comenzado por su marido.
Quedó viuda antes de 1836, año en el que fue nombrado por la reina gobernadora, María Cristina de Borbón-Dos Sicilias, teniente de aya de sus hijas Isabel II y la infanta Luisa Fernanda. Desde entonces gozó de una gran intimidad al lado de la reina y su hermana. Durante el exilio de María Cristina de Borbón-Dos Sicilias, reina gobernadora y regencia de Espartero (1840-1843), Inés formó parte de la facción que apoyaba a la primera. Esta facción estaba en contraste con la facción cercana al regente, formada por el tutor de las regias niñas, Agustín Argüelles; su ayo, Manuel José Quintana y su aya la condesa de Espoz y Mina.

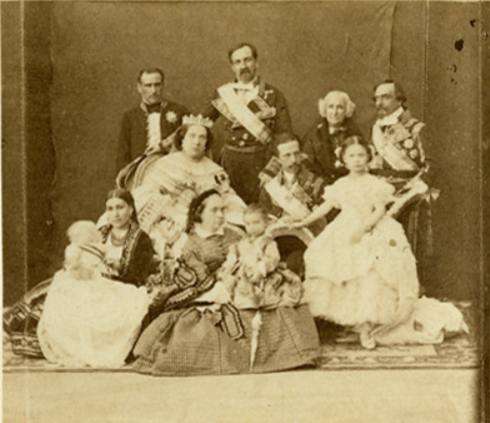
Inés Blake, sentada, en el centro de la primera fila de la fotografía, sosteniendo en sus brazos a Alfonso XII. La fotografía muestra a Isabel II y su familia y fue tomada en 1860 con motivo del bautizo de la infanta María de las Mercedes de Orleans.

Tras el matrimonio de Isabel II y su hermana en 1846, Inés permaneció viviendo en el Palacio Real de Madrid, y conservó su sueldo como teniente de aya. En marzo de 1860 fue nombrada guarda mayor de Palacio, cargo que conservaría hasta su muerte. Su antecesora en el cargo había sido María de los Dolores Traggia, viuda de Rafael Santisteban y Ulzurrun.
Murió en 1866 de un ataque de apoplejía.

## Órdenes y cargos

### Órdenes
- Dama de la Orden de Damas Nobles de María Luisa (25 de octubre de 1846, reino de España)

### Cargos
- Teniente de aya de Isabel II y la infanta Luisa Fernanda.